# Raspoloženje
Raspoloženje je afektno stanje u psihologiji. Za razliku od osjećaja, raspoloženja su manje specifična, manje intenzivna i manja je vjerojatnost da su potaknuta ili određenim podražajem ili događajem. Ljudi obično govore o dobrom ili lošem raspoloženju.
Raspoloženje se također razlikuje od temperamenta ili osobina ličnosti koje su još dugotrajnije. Međutim, osobine ličnosti kao što su optimizam i neuroticizam predisponiraju određene vrste raspoloženja. Dugotrajnim poremećajem raspoloženja smatraju se među ostalim: klinička depresija i bipolarni poremećaj. Raspoloženje je unutarnje, subjektivno stanje, ali se često može zaključiti iz držanja tijela i drugog ponašanja. „Neki nas događaj može poslati u neočekivano raspoloženje, od sreće što vidimo starog prijatelja do ljutnje zbog otkrivanja izdaje od strane partnera.”
Pozitivno raspoloženje može biti uzrokovano mnogim različitim aspektima života, kao i imati određene učinke na ljude u cjelini. Dobro raspoloženje obično se smatra stanjem bez utvrđenog uzroka; ljudi ne mogu točno odrediti zašto su dobro raspoloženi. Čini se da ljudi doživljavaju pozitivno raspoloženje kada nemaju briga, dobro su se naspavali i ne osjećaju stres u svom životu. Poput pozitivnih raspoloženja, negativna raspoloženja imaju važne implikacije na mentalno i tjelesno blagostanje ljudi. Raspoloženja su osnovna psihološka stanja koja se mogu pojaviti kao reakcija na neki događaj ili se mogu pojaviti bez očitog vanjskog uzroka. Negativna raspoloženja mogu manipulirati načinom na koji pojedinci tumače i prevode svijet oko sebe, a također mogu usmjeravati njihovo ponašanje.
Depresija, kronični stres, bipolarni poremećaj itd. smatraju se poremećajima raspoloženja. Pretpostavlja se da su takvi poremećaji rezultat kemijske neravnoteže u moždanim neurotransmiterima, no neka istraživanja osporavaju ovu hipotezu.